# 許國器
許國器（16世紀—17世紀），字德璉，號亦齡、定庵，福建興化府莆田縣人，盐籍，明朝政治人物。

## 生平
萬曆三十七年（1609年）己酉科舉人，四十七年（1619年）成己未科進士，刑部觀政，授河南許州知州，天啓二年調廣德州，四年升户部山東司员外郎，升郎中，五年考察，降補開州知州，六年擢户部员外郎，官至户部四川司郎中。

## 家族
曾祖許遷，寿官。祖許居峦。父許洙。

## 引用
1. ↑  《古夫于亭杂录》：明大理莆田林炳章有留耕園别業，殁後建祠其中，子弟軰延師許國器讀書祠側。萬厯己酉，許科試不録，無意秋闈，暑月晝寢，夢林告之云：君今歲當薦賢書，胡不赴省試？覺而異之，果以遺才入試，中式己未登第。又彭副使憲范，諸生時讀書園中，禱於神，一日坐桐下，忽一葉飄墮其前，有蟲蝕成文曰：今科而舉。是年萬厯戊子果中式。其弟某亦來禱，復有葉墜下，其文曰：子亦能科。某喜，頗自負，後竟老於諸生。其子彭汝亨，舉崇禎庚子科鄉試，其靈騐如此，此與九鯉湖皆在莆，而知之者少。
2. ↑  《萬曆四十七年己未科進士履歷》：許國器，亦齡，诗五房，己丑三月二十三日生。莆田县人，己酉八十一，会二百二十，二甲十名。刑部政，授河南許州知州，壬戌調廣德知州，甲子升户部山東司员外，升郎中，乙丑考察，補開州知州，丙寅升户部员外，升四川司郎中。
3. ↑  《莆田县志》